# Clan Uesugi
El Clan Uesugi (上杉氏 Uesugi-shi?) fue un clan samurái japonés descendiente del Clan Fujiwara y especialmente destacado por el poder que tuvieron sus miembros durante los períodos Muromachi y Sengoku (aproximadamadamente durante los siglos XIV al XVII).
El clan se dividió en tres ramas principales, los Ōgigayatsu, Inukake y Yamanouchi Uesugi, quienes ganaron una considerable influencia. El clan alcanzó gran fama mediante Uesugi Kenshin (1530-1578), uno de los principales daimyō del período Sengoku.
Durante el período Edo el clan se convirtió en tozama-daimyō.
También durante el período Edo, el Uesugi fue designado como uno de los clanes tozama o externos, en contraste con los clanes daimyō fudai o internos que eran vasallos hereditarios o aliados del clan Tokugawa.

## Miembros destacados del clan
- Uesugi Shigefusa (siglo XIII)
- Uesugi Norifusa (m. 1355)
- Uesugi Shigeyoshi (m. 1349)
- Uesugi Akiyoshi (m. 1351)
- Uesugi Yoshinori (m. 1378)
- Uesugi Noriharu (m. 1379)
- Uesugi Norikata (1335-1394)
- Uesugi Norimoto (1383-1418)
- Uesugi Norizane (1410-1466)
- Uesugi Kiyokata (m. 1442)
- Uesugi Fusaaki (1432-1466)
- Uesugi Noritada (1433-1454)
- Uesugi Akisada (1454-1510)
- Uesugi Tomooki (1488-1537)
- Uesugi Norimasa (1522-1579)
- Uesugi Tomosada (1525-1546)
- Uesugi Kenshin (1530-1578)
- Uesugi Kagetora (1552-1579)
- Uesugi Kagekatsu (1555-1623)
- Uesugi Harunori (1751-1822)